# Vallenato
Vallenato é um gênero musical autóctone popular da Colômbia. Ele se concentra principalmente na região caribenha da Colômbia, mais precisamente ao sul de Guajira, norte de Cesar e oriente de Magdalena. Vallenato significa literalmente "nascido no vale". O vale que influencia este nome está localizado entre a Serra Nevada de Santa Marta e a Serrania de Perijá no nordeste da Colômbia. O nome também se aplica às pessoas da cidade de origem deste gênero, Valledupar  — capital do departamento de Cesar. 
Em 2006, o vallenato e a cúmbia foram adicionados como uma categoria no Latin Grammy Awards. Em 1º de dezembro de 2015 o gênero foi incluído na lista de patrimônio cultural imaterial da humanidade da UNESCO. 